# Нимсхушайд
Нимсхушайд (нем. Nimshuscheid) — община в Германии, в земле Рейнланд-Пфальц. 
Входит в состав района Айфель-Битбург-Прюм. Подчиняется управлению Прюм.  Население составляет 285 человек (на 31 декабря 2010 года). Занимает площадь 5,06 км².